# Michael I. (Patriarch)

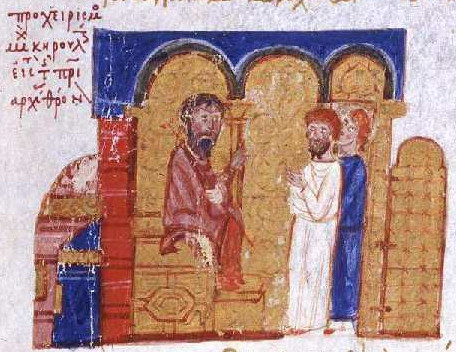
Michael I. Kerularios, Chronik des Johannes Skylitzes

Michael I. Kerularios (mittelgriechisch Μιχαήλ Α΄ Κηρουλάριος, auch Kerullarios; * um 1000 in Konstantinopel; † 21. Januar 1059) war Patriarch von Konstantinopel vom 25. März 1043 bis 2. November 1058.

## Leben
1054 führte er einen Streit mit den Gesandten des Papstes Leo IX. über religiöse Praktiken, die sich seit Jahrhunderten von denen der römisch-katholischen Kirche unterschieden, insbesondere zum Gebrauch ungesäuerten Brotes in der Eucharistie. Die Gesandten unter der Führung von Humbert de Silva Candida exkommunizierten ihn, er wiederum exkommunizierte sie, wodurch das Morgenländische Schisma ausgelöst wurde. Das Schisma beendete die Zusammenarbeit zwischen (byzantinischem) Kaiser und Papst und brachte spätere Päpste dazu, sich mit den Normannen gegen Byzanz zu verbünden.
Die Exkommunikation wurde erst 1965 durch Papst Paul VI. und den Patriarchen Athinagoras aufgehoben, als sie sich auf dem Zweiten Vatikanischen Konzil trafen.
Michael stritt auch mit dem Kaiser Isaak Komnenos wegen dessen Beschlagnahme von Kircheneigentum. Er wurde beschuldigt, Purpur-Gamaschen zu tragen, die nur dem Kaiser zustanden. Vielleicht hatte er auch versucht, seinem Verwandten Konstantinos Dukas zur Kaiserwürde zur verhelfen. Auf Anordnung des Kaisers wurde er im Herbst 1058 verhaftet und nach Prokonnesos ins Exil geschickt. Als er sich weigerte abzudanken, verfasste Michael Psellos eine Schrift, die ihn detailreich der Häresie und des Verrats anklagte. Isaak plante die Anklage und Absetzung Michaels, als dieser 1059 plötzlich starb, ohne dass jemals behauptet wurde, er sei ermordet worden.